# Coquainvilliers
Coquainvilliers ist eine französische Gemeinde mit 844 Einwohnern (Stand: 1. Januar 2022) des Départements Calvados in der Region Normandie. Administrativ ist sie dem Kanton Pont-l’Évêque und dem Arrondissement Lisieux zugeteilt. Die Einwohner werden Coquainvillais genannt.

## Geographie
Coquainvilliers liegt etwa 33 Kilometer südsüdöstlich von Le Havre in der Landschaft Pays d’Auge. Umgeben wird Coquainvilliers von den Nachbargemeinden Le Torquesne im Norden und Nordwesten, Le Breuil-en-Auge im Norden und Nordosten, Norolles im Osten, Ouilly-le-Vicomte im Süden sowie Manerbe im Westen.

## Bevölkerungsentwicklung
| Jahr                      | 1962 | 1968 | 1975 | 1982 | 1990 | 1999 | 2006 | 2013 |
| Einwohner                 | 415  | 427  | 523  | 669  | 712  | 765  | 809  | 864  |
| Quelle: Cassini und INSEE |      |      |      |      |      |      |      |      |

## Sehenswürdigkeiten
- Kirche Saint-Martin aus dem 17. Jahrhundert
- Herrenhaus von Le Pontif, seit 2005 Monument historique

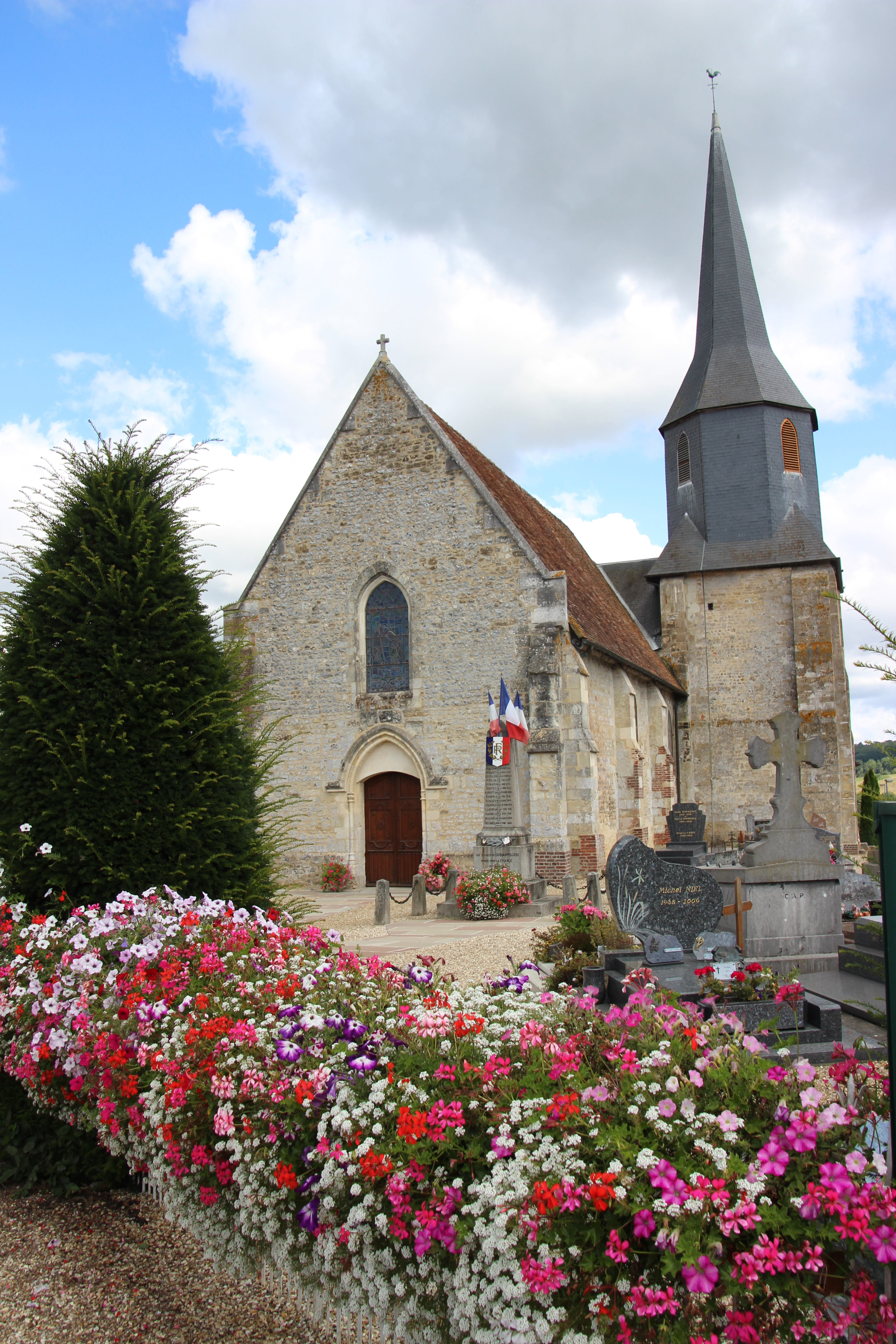
Kirche Saint-Martin

## Gemeindepartnerschaften
Mit der britischen Gemeinde Creech Saint Michael in Somerset (England) besteht seit 1995 eine Partnerschaft.